# Xysmalobium kaessneri
Xysmalobium kaessneri är en oleanderväxtart som beskrevs av Spencer Le Marchant Moore. Xysmalobium kaessneri ingår i släktet Xysmalobium och familjen oleanderväxter. Inga underarter finns listade i Catalogue of Life.